# Аргунське сільське поселення
Аргу́нське сільське поселення (рос. Аргунское сельское поселение) — сільське поселення у складі Нерчинсько-Заводського району Забайкальського краю Росії.
Адміністративний центр — село Аргунськ.

## Історія
Станом на 2002 рік існували Аргунський сільський округ (села Аргунськ, Домасово, Середня) та Ішагинський сільський округ (село Ішага). Пізніше сільські округи були перетворені в сільські поселення. 2015 року Ішагинське сільське поселення було ліквідоване, його територія увійшла до складу Аргунського сільського поселення.

## Населення
Населення сільського поселення становить 866 осіб (2019; 973 у 2010, 1058 у 2002).

## Склад
До складу сільського поселення входять:
| Населений пункт | Населення, осіб (2002) | Населення, осіб (2010) |
| --------------- | ---------------------- | ---------------------- |
| Аргунськ, село  | 522                    | 496                    |
| Домасово, село  | 184                    | 161                    |
| Ішага, село     | 302                    | 169                    |
| Середня, село   | 50                     | 147                    |